# Berniniella tequila
Berniniella tequila är en kvalsterart som först beskrevs av Sandór Mahunka 1983.  Berniniella tequila ingår i släktet Berniniella och familjen Oppiidae. Inga underarter finns listade.